# Maserati A6GCS
Maserati A6GCS är en sportvagn, tillverkad av den italienska biltillverkaren Maserati mellan 1947 och 1955.

## Historik
Maserati hade haft stora framgångar inom bilsporten före andra världskriget. Efter kriget tog man upp tillverkningen av en ny sportvagn, som till stora delar byggde på föregångarna.
A6GCS  introducerades 1947. Motorn var enklare uppbyggd än hos föregångarna, med bland annat enkel överliggande kamaxel. Den användes även i GT-bilen A6. Tidiga bilar fick karosser med friliggande hjul och ”cykelskärmar”, senare infördes pontonkarosser. Bilen var avsedd för sportvagnsracing, men tävlade även i formel 2.
1953 introducerades den uppdaterade A6GCS/53. Bilen fick en ny motor och ett uppdaterat chassi från formelbilen A6GCM.

## Tekniska data
| Tekniska data           | A6GCS                                                           | A6GCS/53                                                         |
| ----------------------- | --------------------------------------------------------------- | ---------------------------------------------------------------- |
| Motor:                  | Frontmonterad 6-cylindrig radmotor                              | Frontmonterad 6-cylindrig radmotor                               |
| Cylindervolym:          | 1979 cm³                                                        | 1985 cm³                                                         |
| Borrning x slaglängd:   | 72 x 81 mm                                                      | 76,5 x 72 mm                                                     |
| Max effekt vid varvtal: | 130 hk vid 6 000 v/min                                          | 170 hk vid 7 300 v/min                                           |
| Ventilstyrning:         | 1 överliggande kamaxel per cylinderrad, 2 ventiler per cylinder | 2 överliggande kamaxlar per cylinderrad, 2 ventiler per cylinder |
| Kompression:            | 11,0:1                                                          | 8,75:1                                                           |
| Förgasare:              | 3 Weber 36DO4                                                   | 3 Weber 40DCO3                                                   |
| Växellåda:              | 4-växlad manuell                                                | 4-växlad manuell                                                 |
| Hjulupphängning fram:   | Dubbla tvärlänkar, skruvfjädrar, krängningshämmare              | Dubbla tvärlänkar, skruvfjädrar, krängningshämmare               |
| Hjulupphängning bak:    | Stel bakaxel, längsgående bladfjädrar                           | Stel bakaxel, längsgående bladfjädrar                            |
| Bromsar:                | Hydrauliska trumbromsar                                         | Hydrauliska trumbromsar                                          |
| Chassi & kaross:        | Fackverksram med aluminiumkaross                                | Fackverksram med aluminiumkaross                                 |
| Hjulbas:                | 231 cm                                                          | 231 cm                                                           |
| Torrvikt:               | 580 kg                                                          | 740 kg                                                           |
| Toppfart:               | 205 km/h                                                        | 235 km/h                                                         |

## Tävlingsresultat
A6GCS användes främst av privatförare som tävlade i klubbtävlingar och nationella mästerskap. Luigi Villoresi vann italienska mästerskapet två år i rad, 1947 och 1948. Därefter konkurrerades modellen ut av modernare bilar från Ferrari och OSCA.
Uppdateringarna på A6GCS/53 gjorde bilen konkurrenskraftig igen. Luigi Musso segrade i tvålitersklassen i det italienska mästerskapet två år i rad, 1953 och 1954. Modellen klarade sig bra även i större tävlingar, med bland annat klassegrar i Mille Miglia 1953 och 1955.

## Tillverkning
| Modell   | Antal |
| -------- | ----- |
| A6GCS    | 13    |
| A6GCS/53 | 52    |